# Alyson Dudek
Alyson Dudek (ur. 30 lipca 1990 w Hales Corners, Wisconsin, Stany Zjednoczone) – amerykańska łyżwiarka szybka polskiego pochodzenia, startująca w short tracku. Brązowa medalistka olimpijska z Vancouver.
Startowała na Igrzyskach w Vancouver. W sztafecie na 3000 metrów, razem z Allison Baver, Kimberly Derrick, Laną Gehring i Katherine Reutter, zdobyła brązowy medal. W biegu na 500 metrów zajęła 13. miejsce.